# 4,12-二(二苯基膦基)［2.2］对环蕃
4,12-二(二苯基膦基)[2.2]对环蕃（Phanephos）是一种有机磷化合物，化学式为(C2H4)2(C6H3PPh2)2（Ph = C6H5）。它是白色固体，可溶于有机溶剂，是一种C2对称双膦配体，用于不对称氢化反应。

## 合成
4,12-二(二苯基膦基)[2.2]对环蕃可由[2.2]对环蕃经溴化（得到pseudo-para二溴化物）、热异构（得到pseudo-ortho阻转异构体），再经正丁基锂进行锂-卤素交换，和二苯基氯化膦反应后制得。